# 伊勢姫
伊勢（いせ）は、越後国の戦国大名・上杉謙信と深い仲にあったとされる女性。謙信の事績を伝える軍記物『 松隣夜話』にその名が見られる。伊勢御前とも書かれる。

## 伝承
『 松隣夜話』によれば、上野国「鴻の平」の武士・千葉采女佐の娘で「無双の女房」だったという。天正3年（1575年）頃、謙信は敵方の武士の娘である伊勢を召し出し、春には平井城の庭園で共に遊覧するなど懇ろな関係にあった。しかし謙信と伊勢の関係を快く思わなかった柿崎景家が直江山城守と宇佐美駿河守に働きかけたため、謙信は伊勢との交流を断つことになった。落胆した伊勢は翌年正月、青龍寺という寺で出家してしまった。さらに翌年春、伊勢は世話人の老尼に連れられて平井城を訪れたが、謙信とのことが思い出されて泣き腫らすばかりで、帰るころになって「諸共に　見しを名残の　春ぞとは　今日白川の　花の下かげ」という和歌をしたためた。その後も伊勢は懊悩し続け、同年9月に19歳で死去したという。
『 松隣夜話』や『野史』は、天正5年（1577年）に柿崎景家が謙信に無断で織田信長に通交したために討たれたとしているが、実は景家が謙信と伊勢との離別を謀ったことに対する報復だったのだと記している。景家討伐の後、かねてより謙信の体調の衰えを危惧していた甘粕景持（長重）は「敵方の娘であっても、恩愛や夫婦の契りはそのような事に左右されない」と主張し、直江・宇佐美ら他の重臣たちと謀って、伊勢を呼び戻して還俗させ、その伯父にあたる山口但馬の養女として謙信に輿入れさせようとした。そこで山口但馬は伊勢が籠居する青龍寺を尋ねたが、伊勢の世話人だった老尼より既に伊勢が病死していることを聞かされ、泣く泣く法要を執り行って越後へ戻った。その後謙信の家臣たちは青龍寺や伊勢の実家に弔いの品々を贈ったという。